# Sérgio Paranhos Fleury
Sérgio Fernando Paranhos Fleury (Niterói, 19 maggio 1933 – Ilhabela, 1º maggio 1979) è stato un ufficiale brasiliano del Departamento de Ordem Política e Social (DOPS) durante i governi militari susseguitisi in Brasile a partire dall'ascesa al potere di Humberto de Alencar Castelo Branco, avvenuta nel 1964.

## Biografia
Laureatosi in Diritto, era originariamente un semplice agente del servizio di autopattuglia nella città di São Paulo; divenne commissario nel 1966. Fu reclutato dalla Giunta per entrare nei ranghi del DOPS nel 1968. Si distinse ben presto per la sua cieca obbedienza e fedeltà al regime, per conto del quale portò a termine numerose operazioni contro gli oppositori. Tra le principali per importanza vanno ricordate la cattura e la soppressione di Carlos Marighella, Eduardo Collen Leite, Frei Tito e di numerosi esponenti legati al movimento di Carlos Lamarca.
Nell'espletamento dei suoi compiti si avvalse dell'appoggio dell'Operação Bandeirante, centro di investigazione e lotta alle attività di opposizione armata di stampo comunista (determinante si rivelò l'aiuto di questa struttura per l'operazione della Lapa, con la quale fu inferto un durissimo colpo al Partido Comunista do Brasil, con l'eliminazione di tre suoi esponenti). Accusato in seguito di torture condotte sui prigionieri e di violenze mentre era a capo degli Squadroni della morte non scontò mai alcuna pena, venendo assolto o amnistiato in varie circostanze.
Nel 1978 appoggiò la candidatura del colonnello Erasmo Dias alla Camera dei Deputati. Si oppose all'amnistia politica decisa nel 1979, della quale comunque beneficiò, pur dovendo sottostare ad alcune limitazioni. Morì il 1º maggio 1979, in circostanze ancora non chiarite mentre era alla guida del suo motoscafo da competizione, rimanendo intrappolato in esso a seguito di un'avaria; nonostante le autorità ribadissero la tesi della morte per affogamento, non vennero eseguite perizie sull'imbarcazione né l'autopsia. Fleury era temuto per la sua crudeltà; quando il giornalista Juca Kfouri, il 1º maggio 1979, durante il famoso Comício do Sindicato dos Metalúrgicos do Grande ABC allo stadio di Vila Euclides, a São Bernardo do Campo (dal 1980 noto come Estádio 1º de Maio) ne annunciò la morte, la notizia fu festeggiata dai circa 100.000 spettatori presenti.

## Nei media
Sérgio Fleury (o personaggi basati su di esso) è presente in film che hanno trattato il periodo storico della dittatura in Brasile. È stato interpretato da:
- Cássio Gabus Mendes, nel film del 2007 Batismo de sangue, diretto da Helvécio Ratton;
- Ernani Moraes, come agente Flores, nel film del 1994 Lamarca, diretto da Sérgio Rezende;
- Carlos Zara, nel film del 1980 Pra Frente Brasil, diretto da Roberto Farias;
- Bruno Gagliasso, come agente Lúcio, nel film del 2019 Marighella, diretto da Wagner Moura.